# Christian Danneskiold-Samsøe

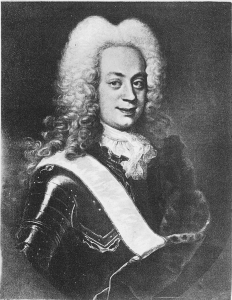
Christian Danneskiold-Samsøe

Christian Danneskiold-Samsøe (* 1. August 1702 in Verona; † 17. Februar 1728 in Kopenhagen) war ein dänischer Adliger, Lehnsgraf, Kammerherr, Geheimer Rat und Bücher- und Handschriftensammler.

## Leben
Er war der Sohn von Graf Christian Gyldenløve (1674–1703), dem unehelichen Sohn König Christian V. (1646–1699) und seiner zweiten Ehefrau Dorothea Krag af Jylland (1675–1754), der Witwe des Generals Jens Juel. Sein Vater war in erster Ehe mit Charlotte Amalie Gyldenløve, Gräfin Danneskjöld-Laurvig (1682–1699), der Tochter des Grafen Ulrich Friedrich Gyldenlöwe (1638–1704) und Nichte König Christians V vermählt. Wegen der Abstammung und des Namens der ersten Ehefrau führten auch die agnatischen Nachkommen aus der zweiten Ehe den Namen Danneskiold-Samsøe. Sein Bruder war der General Friedrich Danneskiold-Samsøe. 
Christian Danneskiold-Samsøe war Kammerherr, Geheimer Rat, Graf von Samsø und Baron von Lindenborg und Høgholm. 1725 erfolgte seine Ernennung zum stellvertretenden Generalkommissar der Marine. Besonders den Künsten und Wissenschaften zugetan, besaß er eine bedeutende Bibliothek, bestehend aus zahlreichen Bänden, seltenen Drucken und Handschriften, die nach seinem Tod teilweise in den Besitz der königlichen Bibliothek übergingen. Er starb 1728 im Alter von 26 Jahren an den Pocken. Seine umfangreiche Bestände von Büchern und Münzen wurden nach seinem Tode versteigert.  
Christian Danneskiold-Samsøe war in erster Ehe seit 1721 mit Gräfin Conradine Christiane Friis († 1723), Tochter des Grafen Nicolaus Friis und in zweiter Ehe seit 1724 mit Christina Catharina von Holstein († 1795), Tochter des Diözesanschreibers Christian Friedrich von Holstein verheiratet. Aus den Ehen gingen sechs Kinder hervor. Sein ältester Sohn war der Geheime Rat, Kammerherr und Generalpostmeister Lehensgraf Friedrich Christian Danneskiold-Samsøe (1722–1778).

## Auszeichnungen
- 1721 Ritter des Dannebrogordens